# Ramulus subnematodes
Ramulus subnematodes är en insektsart som först beskrevs av Christoph Gottfried Andreas Giebel 1861.  Ramulus subnematodes ingår i släktet Ramulus och familjen Phasmatidae. Inga underarter finns listade i Catalogue of Life.